# Трубиж
Трубиж (на украински: Трубі́ж) е река, изцяло протичаща през териорията на Украйна, ляв приток на река Днепър. Влива се в язовир Канив (наречен така по името на град Канив). Река Трубиж е с дължина 113 km и водосборен басейн 4700 km2.
Основният град по течението на реката е Переяслав в Киевска област.